# Frängstjärnen (Jörns socken, Västerbotten, 724385-170983)
Frängstjärnen är en sjö i Skellefteå kommun i Västerbotten och ingår i Byskeälvens huvudavrinningsområde. Sjön har en area på 0,0708 kvadratkilometer och ligger 308 meter över havet.

## Delavrinningsområde
Frängstjärnen ingår i det delavrinningsområde (724400-171291) som SMHI kallar för Inloppet i Åselet. Medelhöjden är 288 meter över havet och ytan är 22,14 kvadratkilometer. Räknas de 243 avrinningsområdena uppströms in blir den ackumulerade arean 3 203,64 kvadratkilometer. Avrinningsområdets utflöde Byskeälven mynnar i havet. Avrinningsområdet består mestadels av skog (80 procent). Avrinningsområdet har 1,02 kvadratkilometer vattenytor vilket ger det en sjöprocent på 4,6 procent.